# Bohumil Pavlok
Bohumil Pavlok (22. listopadu 1922, Řepiště – 16. ledna 2002 Frýdek-Místek) byl český spisovatel, básník, překladatel, literární kritik a pedagog.

## Biografie
Jeho otcem byl politik a poslanec Říšské rady František Pavlok (1865–1928). Bohumil vystudoval gymnázium ve Frýdku-Místku, již v té době začal literárně tvořit, zejména v měsíčníku Jitro, kteří vydávali katoličtí studenti, zde byl ovlivněn svým učitelem, kritikem a literárním historikem Janem Strakošem. Během 2. světové války pracoval jako úředník, po válce krátce pracoval v zemědělství na rodinném statku. Poté studoval češtinu na Masarykově univerzitě v Brně, kde se blíže seznámil s literární tvorbou Jana Zahradníčka, Jakuba Demla a Jana Čepa. Zde publikoval v literární revui Akord. Po dostudování učil na školách, nejprve v Brně a posléze na severní Moravě. Nicméně z politických důvodů byl nucen svoje učitelské povolání opustit a pracoval v dělnických profesích v ostravských hutích. Učit začal opět v 60. letech na učňovské škole ve Frýdku-Místku.
Je pochován v rodinné hrobce ve své rodné obci Řepiště u Frýdku-Místku.

## Dílo

### Poezie

#### Soukromé tisky, samizdat, bibliofilie
- 1950 Svatební
- 1953 Bodlák a laskavec (s Jaroslavem Olšákem)
- 1955 Dedikace (s Jaroslavem Olšákem)
- 1970 Předkové (s Jaroslavem Olšákem)
- 1972 Duhová země
- 1974 Hukvaldská preludia
- 1981 Křesadlo v slámě
- 1982 Modrý záliv
- 1982 Listy z diáře
- 1986 Hvězda v zenitu
- 1986 Setník pod křížem
- 1986 Střípky z Podještědí
- 1988 Bumerang

#### Knihy
- 1990 Hledání tváře
- 1992 Střípky z Podještědí
- 1992 Hvězda v zenitu
- 1994 Hukvaldská preludia. Památce Leoše Janáčka
- 1995 Rosenky
- 1997 Křížová cesta
- 1998 Bijte, zabijte… (satigramy)
- 1998 Na dosah
- 2003 Básníkova smrt
- 2009 Slovo jako zrno. Život a dílo básníka Bohumila Pavloka (výbor z díla)